# Trachycarpus oreophilus
Trachycarpus oreophilus là loài thực vật có hoa thuộc họ Arecaceae. Loài này được Gibbons & Spanner miêu tả khoa học đầu tiên năm 1997.